# Ogród Zoologiczny w Opolu

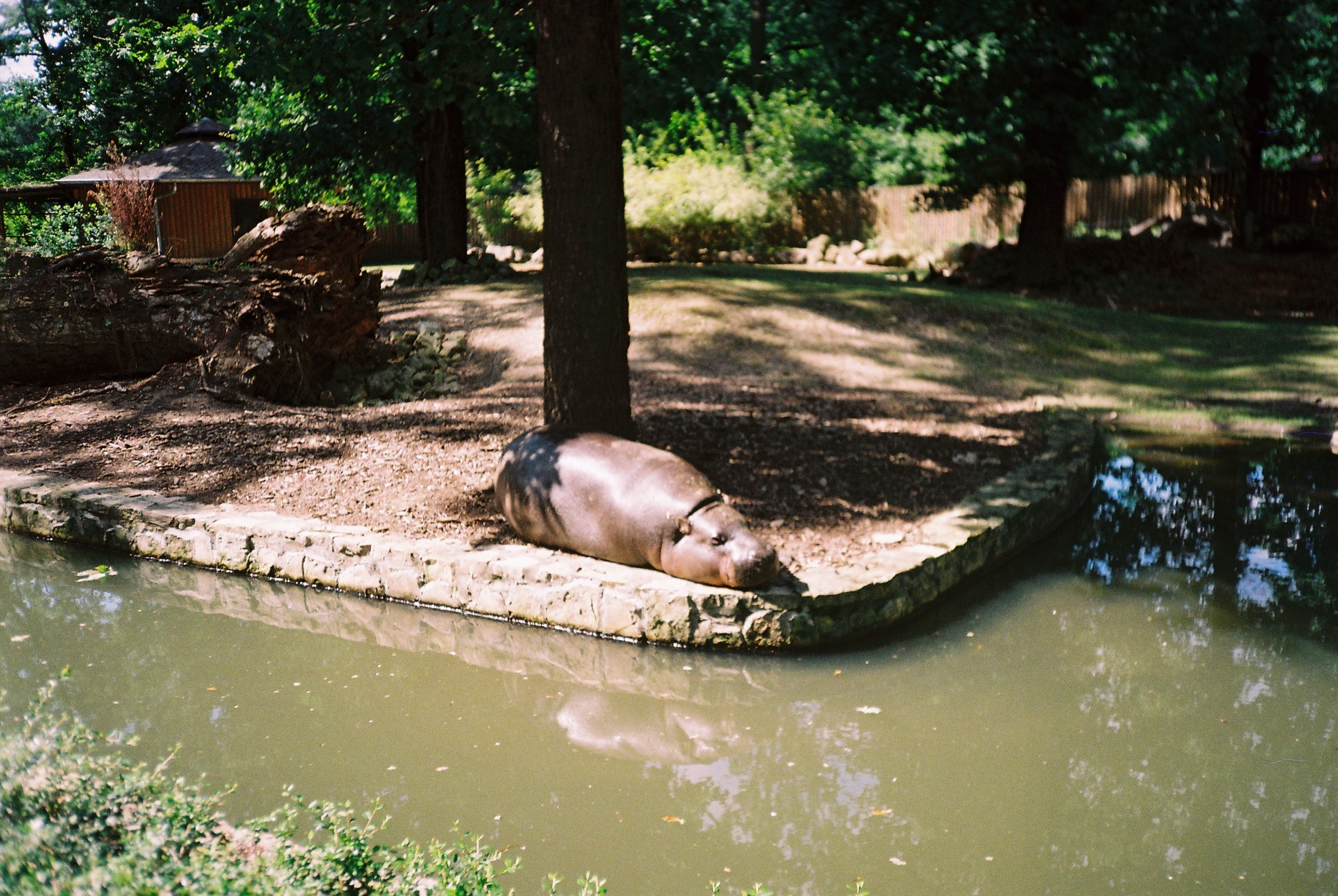
Hipopotam karłowaty w opolskim ZOO

Ogród zoologiczny w Opolu – teren ogrodu zlokalizowany jest na Wyspie Bolko, zajmując powierzchnię 30,31 ha. Znajduje się w nim ponad 1000 zwierząt reprezentujących 227 gatunków (89 gatunków ptaków, 73 gatunki ssaków, 43 gatunki bezkręgowców, po 11 gatunków gadów i płazów), w tym goryle nizinne oraz uszanki kalifornijskie.

## Historia
Początki ogrodu sięgają 1912 roku, kiedy to na wyspie, gdy powstawał park, odgrodzono część terenu, na którym stworzono prywatny idylliczny obszar dla saren, pawi, bażantów i innych zwierząt, których widok miał służyć uciesze przechadzających się mieszkańców Opola. W 1933 lub 1937 miał zostać wykupiony przez miasto. Był to 1,5 hektarowy zwierzyniec, drugi tego typu obiekt na Górnym Śląsku (po ZOO w Bytomiu), ale najstarszy spośród nadal istniejących (bytomskie ZOO zostało zamknięte w 1957). Główną częścią ówczesnego zwierzyńca były ekspozycje ptaków, zarówno egzotycznych: (flamingi, pelikany, papugi), jak i dużych rodzimych: np. bocian biały, czapla siwa. Dla ptaków ciepłolubnych wybudowano ptaszarnię, reszta ptaków zajmowała miejscowe ogrodzone stawy i wolierę.
W latach 30. XX wieku miasto zaczęło pokrywać część kosztów utrzymania w zamian za udostępnienie kolekcji mieszkańcom – zwierzyniec (Tierpark Bolko) wzbogacił się o wiele gatunków zwierząt, zaś w 1938 roku powiększył swój obszar. Przed wojną, oprócz wspomnianych kolekcji ptaków, w zoo były także eksponowane niezbyt liczne gatunki innych zwierząt egzotycznych, w tym lwy, podarowane prawdopodobnie przez Hermanna Göringa, pumy, afrykańskie małpy i antylopy oraz krajowe ssaki, np. dziki czy jelenie. Na terenie zoo znajdowała się także wykwintna restauracja, prowadzona przez Alfreda Kunasta (Tierpark-Gaststätte). Pod koniec lat 30. odwiedzało go 50 tysięcy widzów rocznie.
Podczas działań wojennych został zniszczony. W roku 1952 zawiązuje się Komitet Odbudowy Zwierzyńca zakończona ponownym otwarciem ogrodu zoologicznego w lipcu 1953 roku – obecnie drugiego pod względem wielkości na Górnym Śląsku (po chorzowskim zoo, otwartym w 1954). W roku 1980 do Zoo przyłączono nowe tereny, dzięki czemu miał on 19 ha powierzchni. Powódź tysiąclecia w 1997 zniszczyła ZOO w bardzo dużym stopniu. Od 1998 roku rozpoczęto powolną odbudowę, która trwa do dzisiaj. Większość budynków na terenie zoo została wybudowana w XXI w. (pawilon żyraf w 2002, basen uchatek w 2007), co czyni opolskie zoo jednym z najnowocześniejszych w Polsce.
W 2008 r. nagle padły dwie uchatki kalifornijskie z trzech wówczas posiadanych przez Zoo. Prawdopodobną przyczyną mogły być zjadane przedmioty rzucane na wybieg uchatek przez zwiedzających. W grudniu 2012 roku wybuchł pożar w pawilonie z płazami – budynek w większości spłonął, uratowano jedynie niewielką część zwierząt, z których i tak część, po krótkim czasie, padła.

## Hodowla
Ogród odniósł wiele sukcesów hodowlanych, m.in. jako pierwszy w Polsce w latach 50. rozmnożył niedźwiedzie himalajskie i kangury rdzawoszyje, dziś regularnie rozmnaża liczne gatunki chronione kładąc największy nacisk na zwierzęta objęte programami ochrony gatunków ginących EEP i ESB jak np. żyrafa ugandyjska, oryks szablorogi, adaks pustynny, sitatunga sawannowa, wikunia andyjska, hipopotamek karłowaty, tapir amerykański, serwal sawannowy, jaguar amerykański, pampasowiec grzywiasty, kangur, kanguroszczur myszaty, wari rudy, lemur katta, siamang wielki, gibbon białoręki, sajmiri wiewiórcza i pazurkowce – tamaryna cesarska, tamaryna czerwonobrzucha, tamaryna czerwononoga, tamaryna białoczuba.

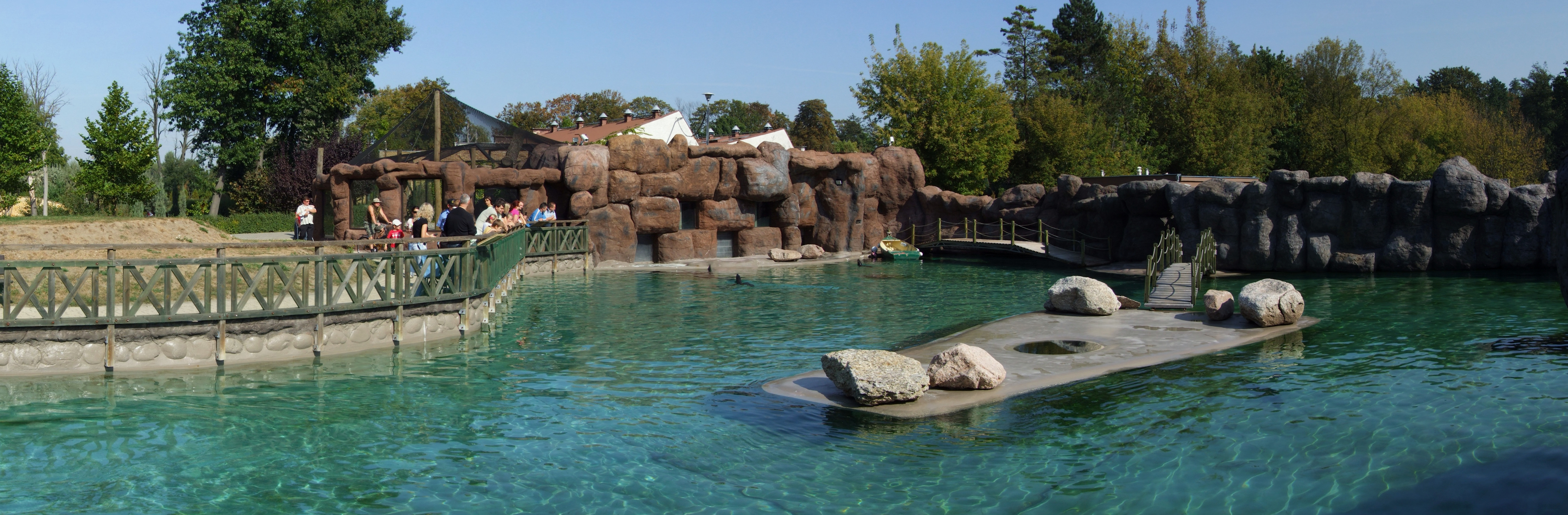
Wybieg uchatek kalifornijskich

## Wyróżnienia
Ogród wpisano do Europejskiego Stowarzyszenia Ogrodów Zoologicznych, skupiającego także 10 innych największych ogrodów, spełniających normy i wymogi EAZA – w Poznaniu, Toruniu, Płocku, Warszawie, Łodzi, Gdańsku, Wrocławiu, Krakowie, Chorzowie i Zamościu.
Przy opolskim Zoo działa Towarzystwo Przyjaciół Opolskiego Zoo.

## Galeria

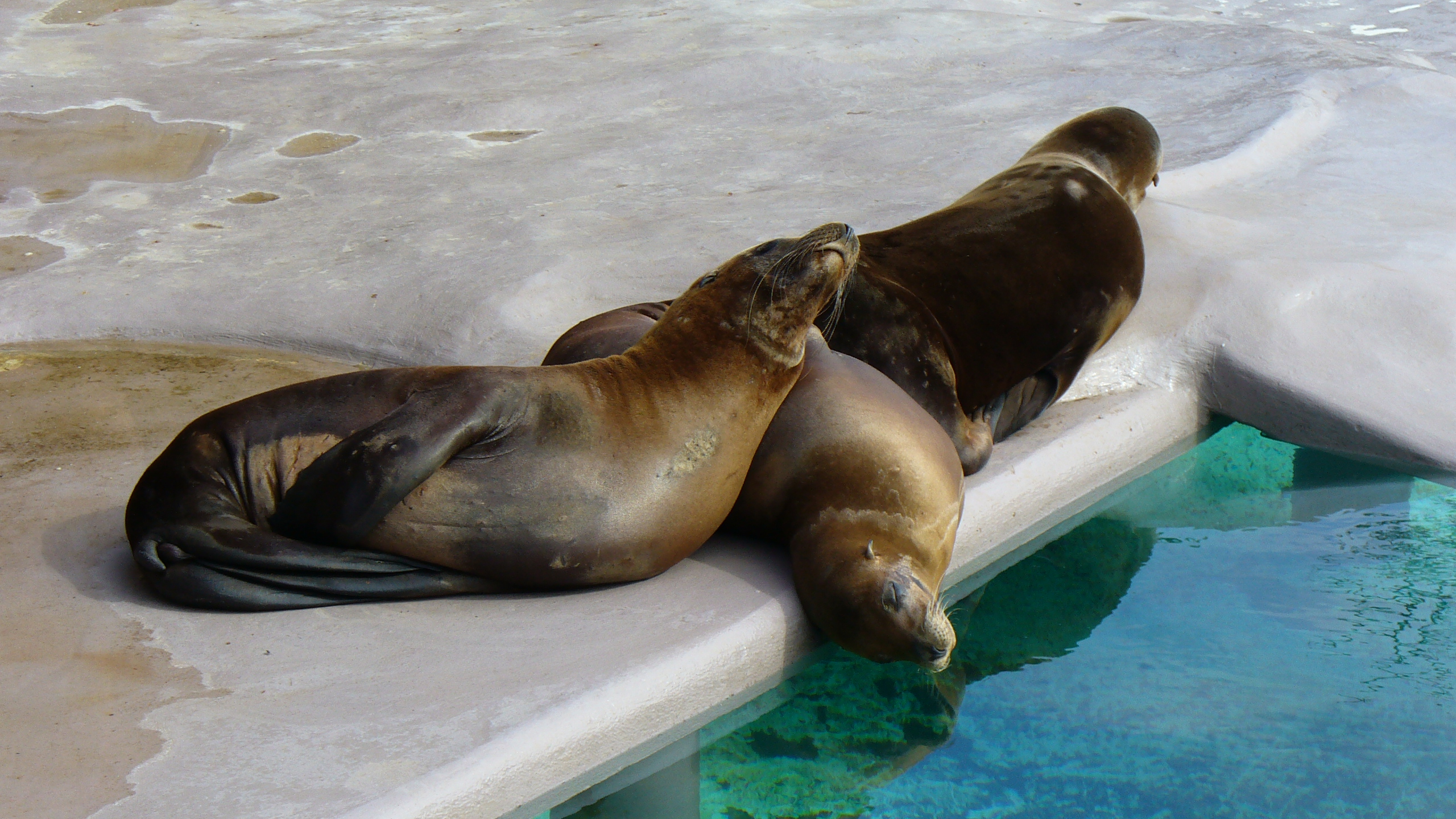
Uszanki kalifornijskie w opolskim zoo. Opolski ogród posiada je jako jedyny w Polsce
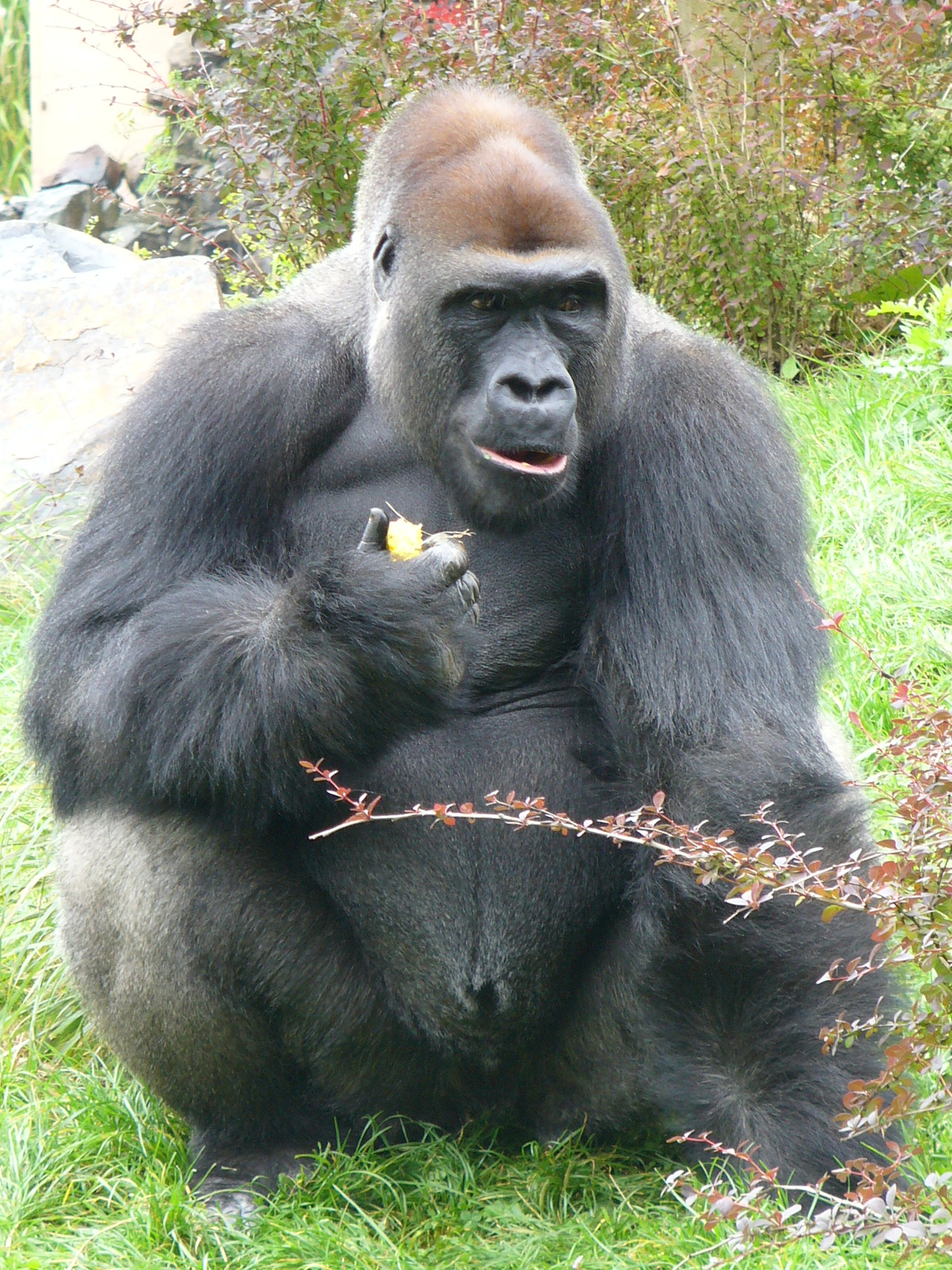
Goryl nizinny – w Polsce przedstawicieli tego gatunku można oglądać tylko w Opolu i w Warszawie.
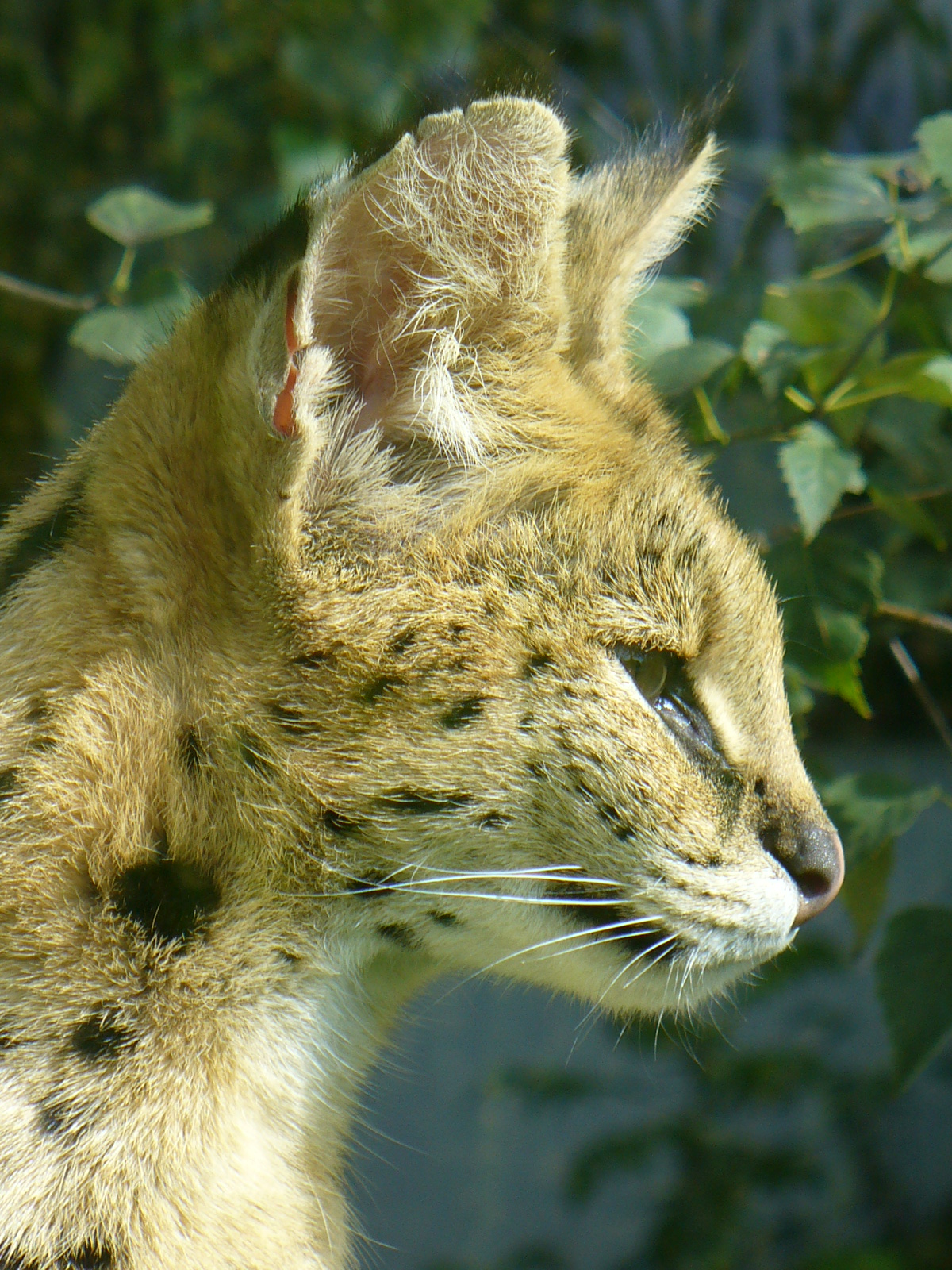
Serwal sawannowy
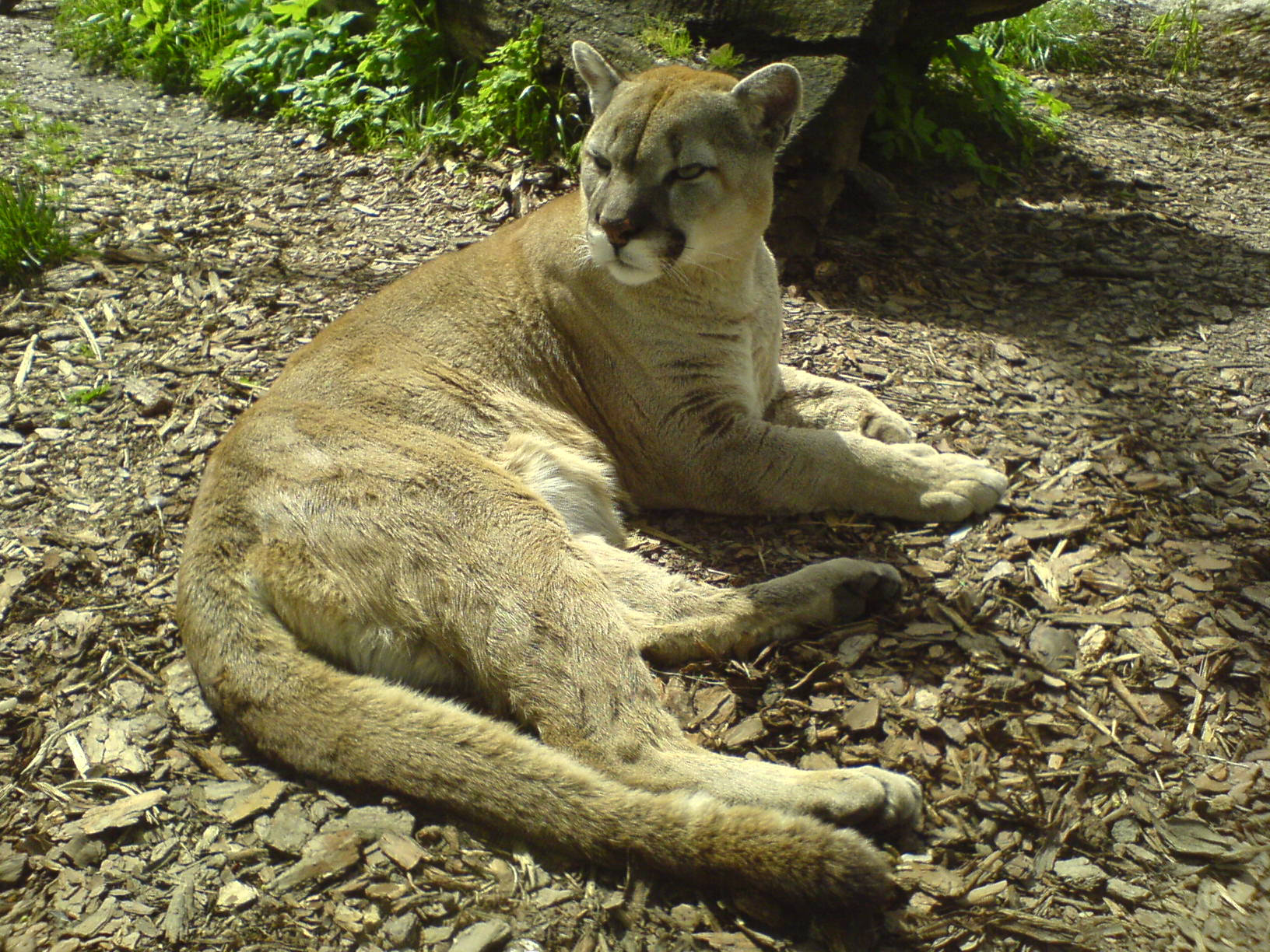
Puma płowa
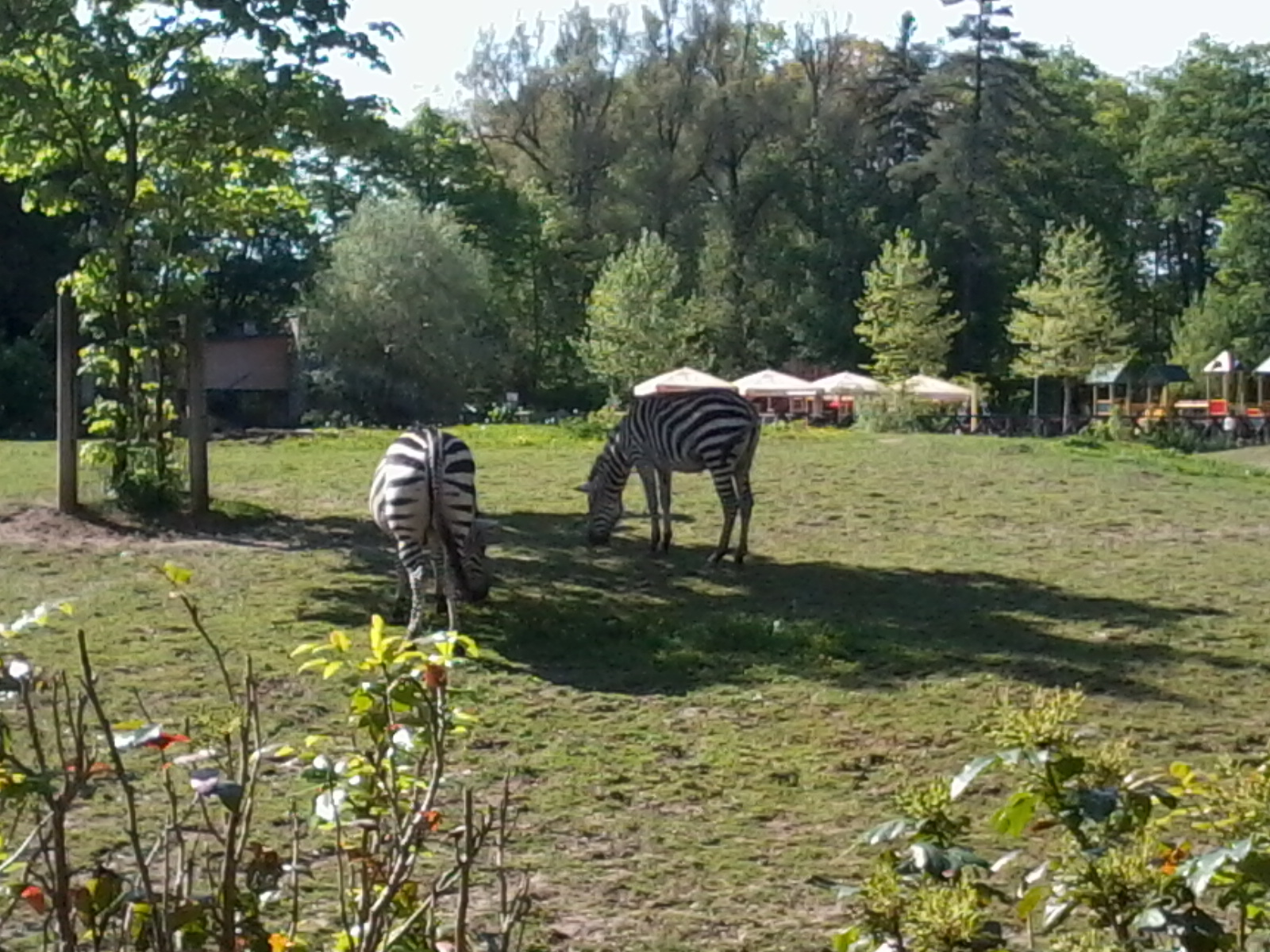
Zebra
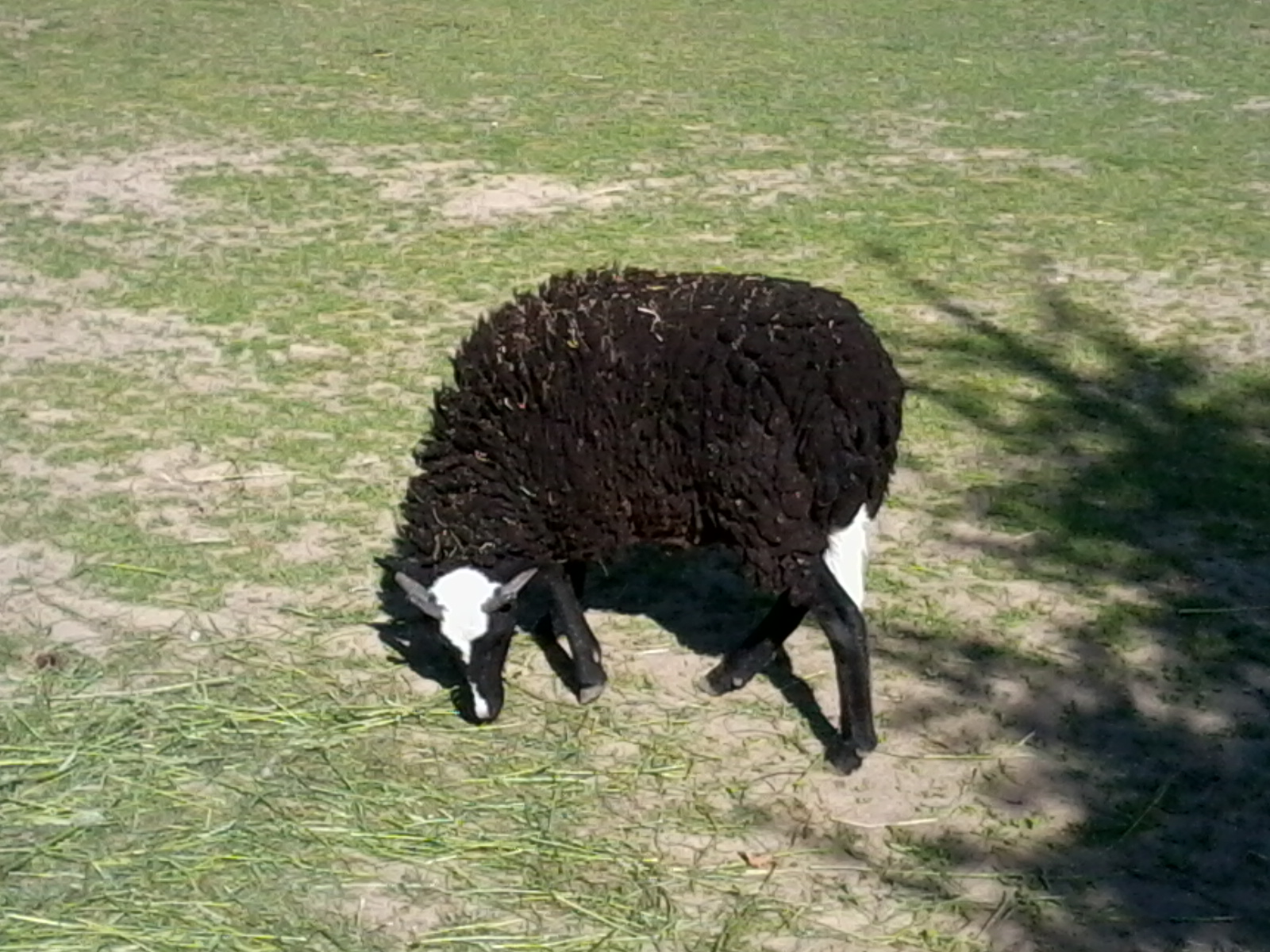
Czarna owca
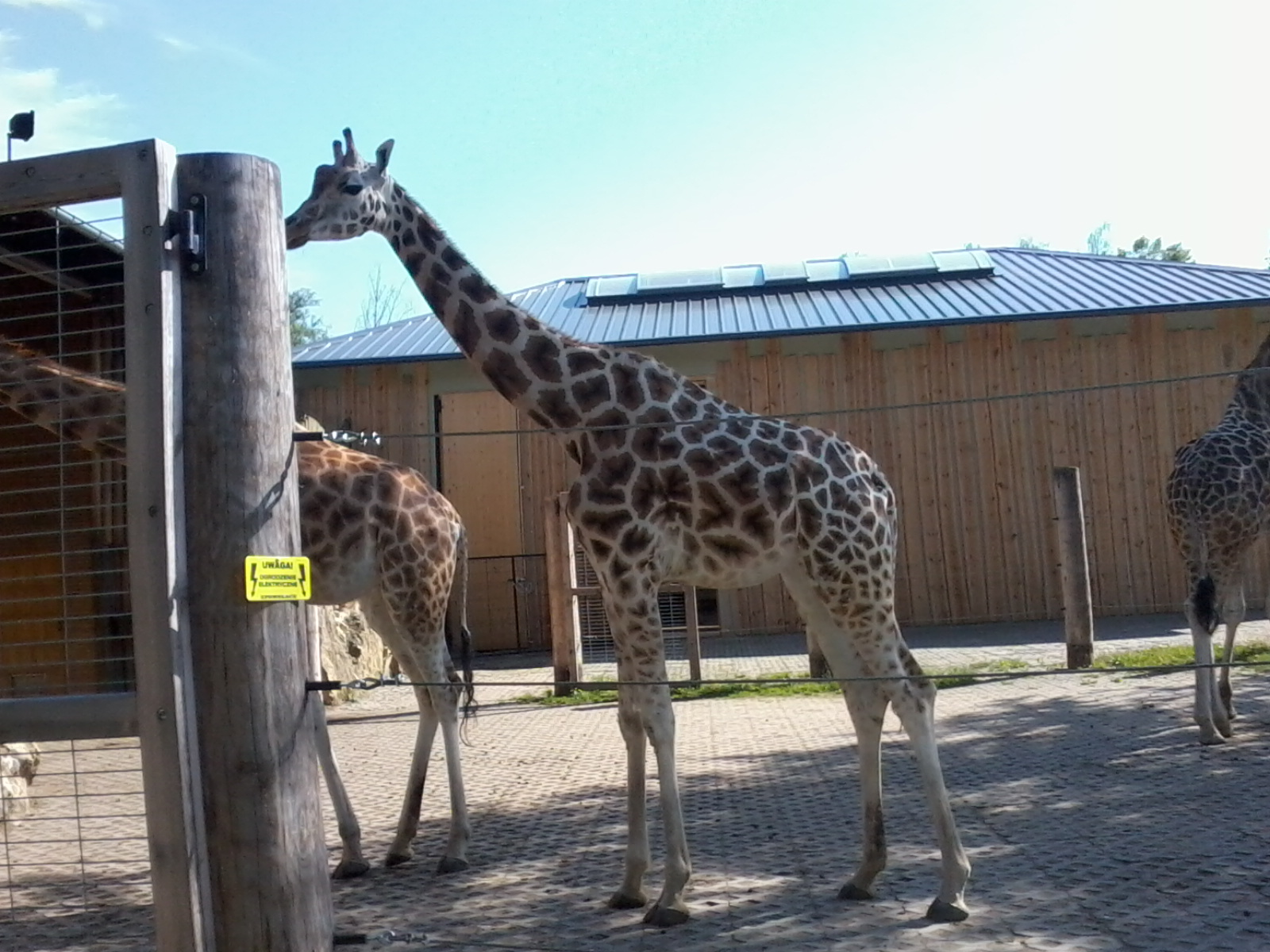
Żyrafa sawannowa
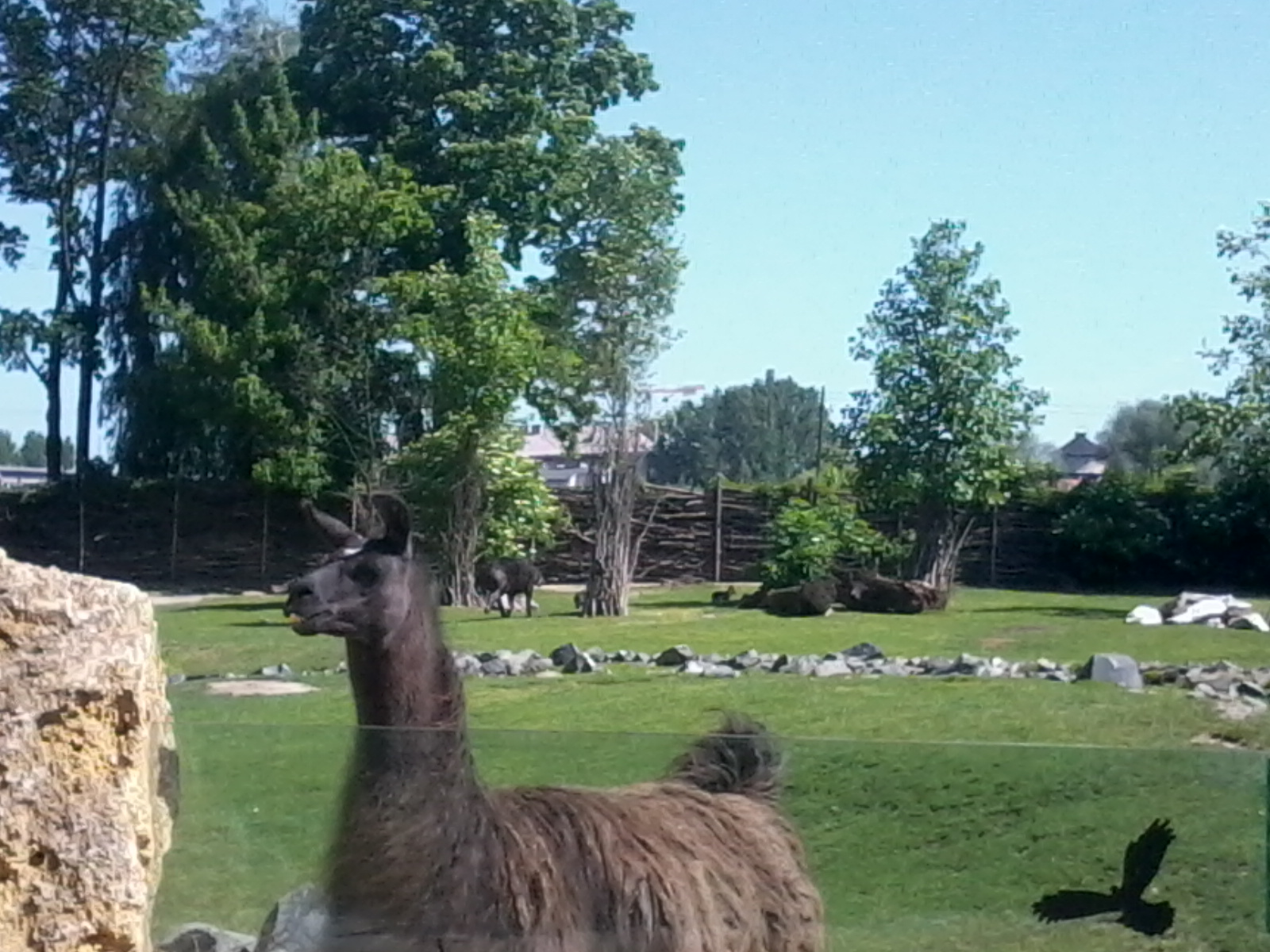
Lama andyjska
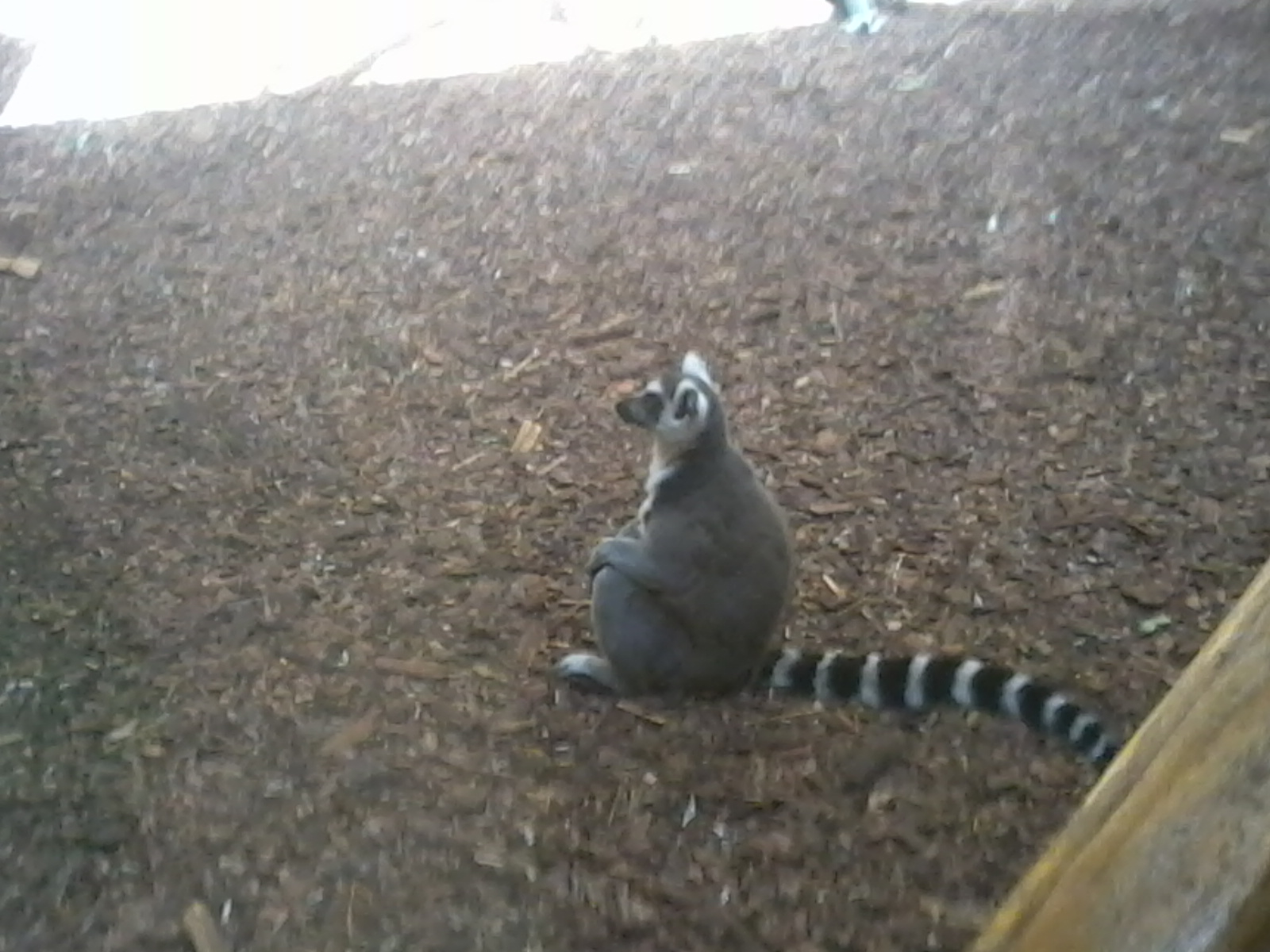
Lemur katta